# Kapuku
En la mitología hawaiana, kapuku o kupaku es la magia de la reencarnación (véase necromancia). La antigua palabra significa "para restablecer la vida" en hawaiano mientras que el significado tardío es "para recuperarse de una enfermedad casi fatal".